# Quốc kỳ Algérie
Quốc kỳ của Algérie (tiếng Ả Rập:علم الجزائر, tiếng Pháp: Drapeau de l'Algérie) gồm hình trăng lưỡi liềm và ngôi sao màu đỏ trên nền xanh và trắng. Trăng lưỡi liềm và ngôi sao là dấu hiệu của các nước Hồi giáo. Màu lục trên nền cờ tượng trưng cho sự hy vọng. Màu trắng biểu thị sự thuần khiết và hòa bình. Màu đỏ của trăng lưỡi liềm và ngôi sao tượng trưng cho tinh thần cách mạng và hiến thân.
Quốc kỳ này đã được chọn dùng ngày 3 tháng 7 năm 1962. Một phiên bản tương tự đã được sử dụng bởi chính phủ Algérie lưu vong từ năm 1958 đến năm 1962.

## Lịch sử

Quốc kỳ của chính phủ Algérie lưu vong, 1958–1962

## Sự miêu tả

Bản thiết kế

Các tàu của Algérie treo nó làm quân hiệu của họ, ngoại trừ các tàu của Hải quân Quốc gia Algérie, những tàu này sử dụng một chiếc có gắn hai mỏ neo bắt chéo màu trắng trong canton là hải quân. Trước đây, hai mỏ neo bắt chéo trong bang có màu đỏ.
Theo algeria-un.org, được trích dẫn vào năm 1999, các đặc điểm của lá cờ được trình bày một cách chính xác, được mô tả là: Màu xanh lá cây phải là thành phần của màu vàng và xanh lam bằng nhau, theo sơ đồ tương phản của  Rood, bước sóng 5,411  [ ångström s] và vị trí 600 trên quang phổ bình thường.Màu đỏ phải là màu tinh khiết, là màu cơ bản không thể phân hủy và không có màu xanh lam và màu vàng, theo sơ đồ được chỉ ra ở trên, có bước sóng 6,562 [ångströms] và vị trí 285 trên quang phổ thông thường.
| Sơ đồ màu          | Đỏ            | Xanh lá cây    | Trắng       |
| ------------------ | ------------- | -------------- | ----------- |
| 'RGB'              | 210-16-52     | 0-102-51       | 255-255-255 |
| 'Hệ thập lục phân' | #D21034       | #006633        | #FFFFFF     |
| 'CMYK'             | 0, 92, 75, 18 | 100, 0, 50, 60 | 0, 0, 0, 0  |
| 'Pantone'          | 186 C         | 356 C          | Trắng       |